# داور شیخاوندی
داور شیخاوندی. عضو هیئت علمی دانشگاه تهران ودانشگاه علامه طباطبایی

## تولد و تحصیلات
داور شیخاوندی در سال ۱۳۱۲ در اردبیل متولد گردید. تحصیلات خود را در این شهرستان آغاز و پس از آن در تهران دیپلم ادبی خود را اخذ کرد. در سال ۱۳۳۸ در دانشسرای عالی، در رشته زبان فرانسه و علوم تربیتی فارغ‌التحصیل گردید. سپس از اداره آموزش و پرورش وقت بورسیه فرانسه را اخذ نمود. پس از حضور در فرانسه مدرک کارشناسی ارشد خود را از دانشگاه سوربن اخذ نمود. در سال ۱۳۵۳ درجه دکترای خود را در رشته برنامه‌ریزی اجتماعی و نیروی انسانی از دانشگاه سوربن دریافت کرد.

## فعالیتهای کاری و علمی
از سال ۱۳۵۰ به عنوان عضو هیئت علمی مؤسسه تحقیقات و برنامه‌ریزی علمی و آموزشی وزارت علوم به این مؤسسه منتقل شد و تا سال ۱۳۵۷ به عنوان عضو هیئت علمی در آن فعالیت کرد. همزمان با فعالیت در این مؤسسه به عنوان عضو هیئت علمی مدعو به دانشگاه کلمبیا در نیویورک دعوت شد. او را می‌توان اولین کسی دانست که در زمینه آموزش و پرورش تطبیقی گام‌های مهمی را در ایران برداشته است.
در هفتم دی ماه ۱۳۹۱ توسط انجمن جامعه‌شناسی ایران از خدمات پرویز پیران، جعفر سخاوت، داور شیخاوندی، رحمت‌الله صدیق سروستانی و سعید معیدفر با اهدای نشان علمی دکتر غلامحسین صدیقی تقدیر به عمل آمد.

## تالیفات و ترجمه
تالیفات وی بالغ بر ۲۲ عنوان کتاب دانشگاهی و ۵۰ عنوان مقاله دانشگاهی نام برد.
- زایش و خیزش ملت(انتشارات ققنوس)
- ۲۰۰سال انقلاب فرانسه
- جمعیت‌شناسی آموزش و برنامه‌ریزی
- برنامه‌ریزی آموزش و پرورش و اقتصاد
- جامعه‌شناسی تجدد ماکس وبر (ناشر:انتشارات)۵
- جامعه‌شناسی انحرافات و مسایل جامعتی ایران (ناشر:انتشارات)
- جامعه‌شناسی سیاسی، شناخت دولت (نشر:قطره)
- ترجمه کتاب مدرسه زدایی از جامعه (تألیف:ایوان ایلیچ، نشر:گیسا)
- پنج مقاله مارکس و انگلس دربارهٔ ایران

(نشر:آتیه)